# Палафокс-и-Портокарреро, Мария Томаса
Мария Томаса Палафокс-и-Портокарреро (7 марта 1780, Мадрид — 14 октября 1835, Неаполь) — испанская дворянка, художница, живописец и интеллектуал, маркиза Вильяфранка и грандесса Испании (по мужу).

## Биография

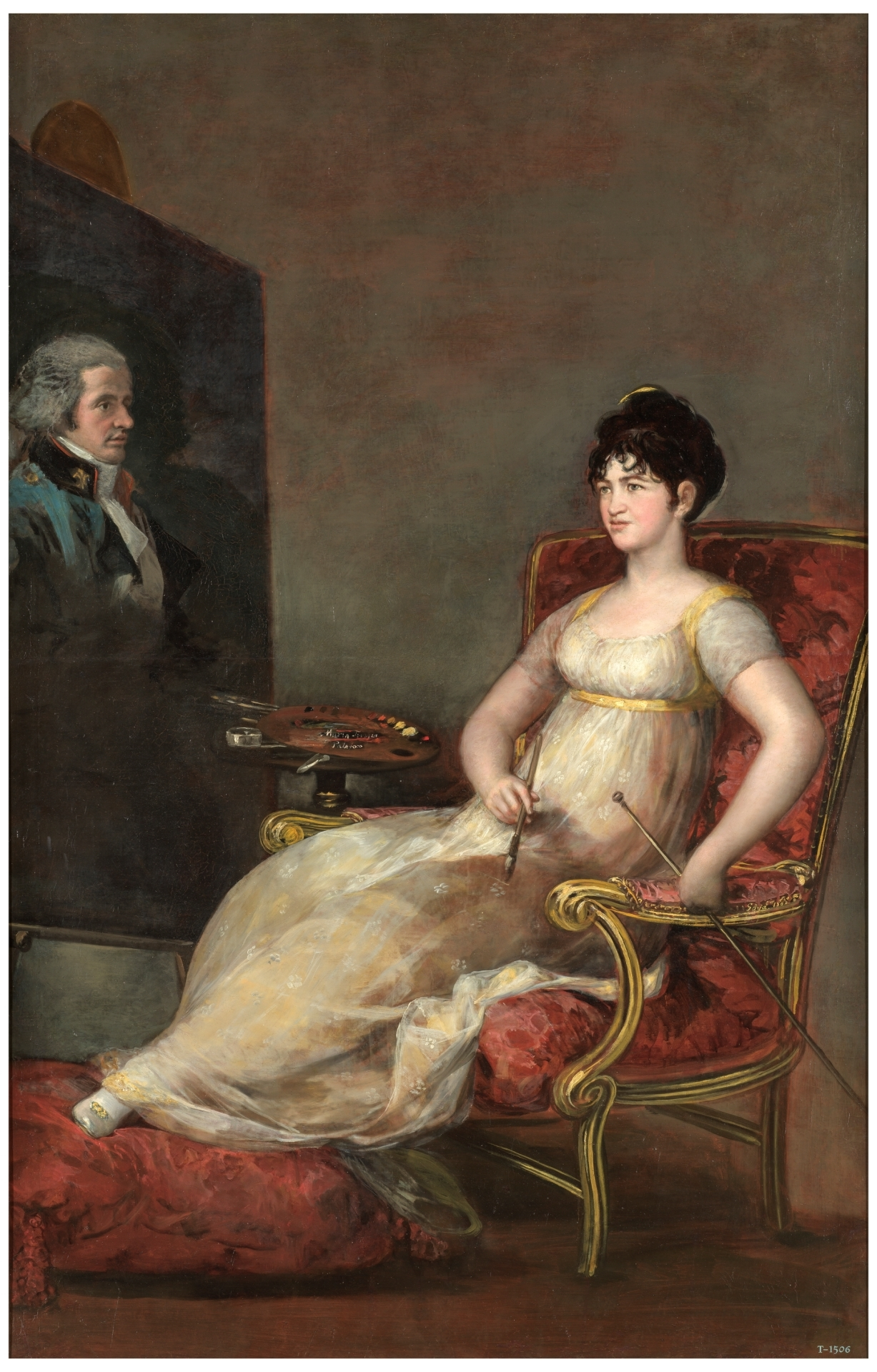
Маркиза Вильяфранка, картина Франсиско Гойи, 1804 год

Родилась в Мадриде 7 марта 1780 года. Третья дочь Марии Франсиски де Салес Портокарреро, 6-й графини де Монтихо (1754—1808), и Фелипе Антонио Палафокс-и-Крой (1739—1790), из семьи маркизов де Ариса.
Мария Томаса получила прекрасное образование под руководством своей матери, просвещенной, очень влиятельной и уважаемой женщины своего времени. Он продолжил дело своей матери, участвуя в деятельности Real Sociedad Económica Matritense de Amigos del País, проявляя интерес к педагогическим идеям, а также к научным разработкам.
В 1805 году она стала почетным членом Королевской академии изящных искусств Сан-Фернандо в Мадриде.
В 1811 году она основала Патриотическое общество дам Фернандо VII в Кадисе, где приобрела большую известность. С большой общественной деятельностью, в дополнение к поддержанию одного из самых важных собраний в Мадриде. Президент Совета дам чести и заслуг с 1818 по 1824 год, который был первой женской ассоциацией, основанной в Испании, состоящей исключительно из женщин и которая продолжает выполнять свою работу сегодня. Совет по делам женщин проделал важную работу, и особенно Мария Томаса, которая активно участвовала в программах социальных реформ, среди которых можно выделить просвещение женщин, например, улучшение условий в женских тюрьмах.
Он опубликовал Похвалу королеве Изабель де Браганса в 1819 году и различные мемуары о задачах Женского совета в годы, когда он занимал пост президента. В 1830 году она была награждена Орденом благородных дам королевы Марии Луизы.
Её изображал художники Хосе Алонсо дель Риверо и муза Франсиско де Гойя.
55-летняя Мария Томаса скончалась 14 октября 1835 года в Неаполе.

## Брак и дети
29 января 1797 года в Мадриде Томаса вышла замуж за Франсиско Альвареса де Толедо Осорио (1763—1821), 12-го маркиза Вильяфранка и 16-го герцога Медина-Сидония, гранда Испании, сына Антонио Альвареса де Толедо Осорио, 10-го маркиза Вильяфранка, гранда Испании, и Мария Антония Гонзага-и-Караччоло из герцогов Сольферино. У маркизов Виьляафранка было девять детей:
- Франсиско Альварес де Толедо-и-Палафокс (9 июня 1799 — 31 января 1816), герцог Фернандина, умер холостым в молодости.
- Мария Тереза Альварес де Толедо-и-Палафокс (1801 — 16 апреля 1866). Замужем за Хоакином Флоренсио Каверо-и-Тарасона, 6-м графом Собрадиэлем, грандом Испании.
- Педро де Алькантара Альварес де Толедо-и-Палафокс (11 мая 1803 — 10 января 1867), преемник отца и, следовательно, 13-й маркиз Вильяфранка и гранд Испании. Женился на Хоакине де Сильва-и-Тельес-Хирон из маркизов Санта-Крус.
- Мария Томаса Альварес де Толедо-и-Палафокс (5 октября 1805 — 29 октября 1870). Жена Педро Каро-и-Саласа, 4-го маркиза Ла-Романа, гранда Испании.
- Луис Альварес де Толедо-и-Палафокс (1806—1809)
- Мария Франсиска Альварес де Толедо-и-Палафокс (1808—1810)
- Хосе Альварес де Толедо-и-Палафокс (1 февраля 1812 — 7 января 1885), 13-й герцог Бивона. Женат на Марии дель Кармен де Акунья-и-Девитте, из маркиз Бедмар .
- Игнасио Альварес де Толедо-и-Палафокс (1 февраля 1812 — 1 июня 1878), граф XVI Склафани, близнец первого. Женат на своей племяннице по крови Терезе Альварес де Толедо-и-Сильва.
- Мария Хосефа Альварес де Толедо-и-Палафокс (? — 1837).